# The Surge
The Surge è un videogioco Action RPG sviluppato da Deck13 Interactive e distribuito da Focus Home Interactive. Il gioco è uscito il 16 maggio 2017 per PlayStation 4, PC e Xbox One.

## Trama
In un futuro distopico in cui l'umanità ha esaurito tutte le risorse del mondo a causa del cambiamento climatico, la CREO, una compagnia all'avanguardia sul piano ingegneristico degli esoscheletri e dell'intelligenza artificiale, annuncia un nuovo futuro per la Terra grazie al "Progetto reSOLVE", ideato dal suo fondatore Jonah Guttenberg, che prevede una complessa formula chimica dispersa mediante dei razzi per ridimensionare lentamente l'atmosfera danneggiata della Terra, oltre a favorire la crescita della flora in tutto il mondo. Warren è stato appena assunto dalla CREO come nuovo dipendente per potersi di nuovo muovere senza la sedia a rotelle. Tuttavia, qualcosa va storto durante l'impianto chirurgico in quanto Warren non viene sedato, e costretto inerme a sentire dolorosamente il processo, svenendo per il forte stress. Una volta risvegliatosi, scopre che anche le altre macchine sono impazzite, così come gli operatori della CREO dotati di esoscheletro, che attaccano a vista tutti i dipendenti. Guidato da una dirigente nota solo come "Sally", Warren è costretto a attraversare l'intero complesso, fino al Forum esecutivo, al fine di scoprire cosa è successo esattamente. Durante il viaggio di Warren diventa evidente che il progetto reSOLVE funziona davvero ma a un ritmo troppo lento per garantire la sopravvivenza dell'umanità, oltre a causare una tossicità a lungo termine non specificata. Sotto pressione, il consiglio di amministrazione della CREO scelse di optare per il "Progetto UTOPIA", un uso su larga scala di naniti per ottenere il risultato desiderato molto più rapidamente, ma a spese di uccidere il 95% della razza umana dopo la sua iniziale distribuzione. Combattendo nel Forum esecutivo e disabilitando il suo firewall, Warren scopre infine la verità sull'anomalia che ha colpito la compagnia: mentre il consiglio di amministrazione discuteva se lanciare o meno i razzi UTOPIA, i suoi naniti diventarono autocoscienti e, nel tentativo di l'autoconservazione, causarono un crash nella rete del sistema che ha corrotto ogni essere umano e macchina connessi alla rete della CREO. La devastazione distrusse le IA governative di CREO ("Guttenberg" e "Sally" sono due di loro) e uccise gli altri dirigenti, e quando l'ultimo di essi morirà, il lancio di UTOPIA sarà autorizzato dal sistema automatizzato. Successivamente Warren avanza attraverso la piattaforma di lancio di UTOPIA al fine di fermare il razzo, fino a quando non si trova di fronte ad un amalgama delle coscienze dei naniti, il "Processo Impazzito". Alla sua sconfitta, possono avere luogo due finali diversi:
- se un audiologo fondamentale per la trama viene recuperato e caricato nel razzo, i naniti saranno resi inerti. Una squadra dell'esercito degli Stati Uniti viene inviata per indagare sulla struttura ora silenziosa, soccombendo rapidamente ai suoi residenti squilibrati e ad un Processo Impazzito ancora vivo. Rendendosi conto del pericolo, vengono intraprese ulteriori azioni militari.
- se il carico del razzo viene lanciato intatto, le apparecchiature di comunicazione e i radar in tutto il mondo inizieranno rapidamente a malfunzionare man mano che il Processo Impazzito prende il sopravvento, facendo crollare l'umanità.

Indipendentemente dalla scelta del giocatore, un epilogo viene riprodotto dalla prospettiva di Warren mentre striscia lentamente fuori dalla stazione maglev distrutta in cui era arrivato inizialmente, il suo esoscheletro gravemente danneggiato e disabilitato, e lo schermo che diventa nero proprio quando è a portata di mano della sua sedia a rotelle.

## Modalità di gioco
Il gameplay del gioco ricalca molto quello della serie Souls, in modo simile a Lords of the Fallen. Nelle parti iniziali del gioco si potrà scegliere il proprio stile di combattimento scegliendo uno dei due esoscheletri: RHINO per forza e resistenza e LYNX per agilità e velocità. Il combattimento consente di puntare su parti differenti del corpo dei nemici per poterli sconfiggere e prendere quel pezzo della loro armatura in modo da personalizzare ulteriormente il proprio esoscheletro.

## Sviluppo
Il primo concept art e gameplay pre-alfa sono stati mostrati pubblicamente nel marzo 2016, in anticipo per il sito tedesco PC Games Hardware. Il gioco è alimentato dal motore grafico FLEDGE, sviluppato da zero da Deck13 Interactive per PlayStation 4 e Xbox One e integra l'integrazione di Nvidia GameWorks.

## Contenuti scaricabili
Ad ottobre 2017 è stato distribuito il contenuto scaricabile gratuito Fire & Ice Weapon Pack che comprende dieci armi elementali divise in due gruppi: cinque di fuoco e cinque di ghiaccio. Una seconda espansione chiamata A Walk in the Park è uscita a dicembre ed è ambientata in un parco.

## Sequel
È stato annunciato l'8 febbraio 2018 che un sequel fosse in fase di sviluppo iniziale per l'uscita nel 2019. The Surge 2 è uscito il 24 settembre 2019.